# Hugin (företag)
Hugin, svenskt företag grundat av KF 1926. Ett varumärke som säljs i Coop forum-butikerna. De har tillverkat bland annat dammsugare, symaskiner, kaffebryggare och andra maskiner för hushåll.